# 长孢碘泡虫
长孢碘泡虫（学名：Myxobolus longisporus）为碘泡科碘泡虫属的动物。在中国，分布于湖北等，营寄生生活，寄生在鲤的鳃。